# SoundCloud
SoundCloud es un servicio de retransmisión de música vía streaming que, a diferencia de Spotify y otras plataformas, tiene la opción de poder subir canciones y álbumes directamente, sin la necesidad de distribuidoras externas.

## Información general

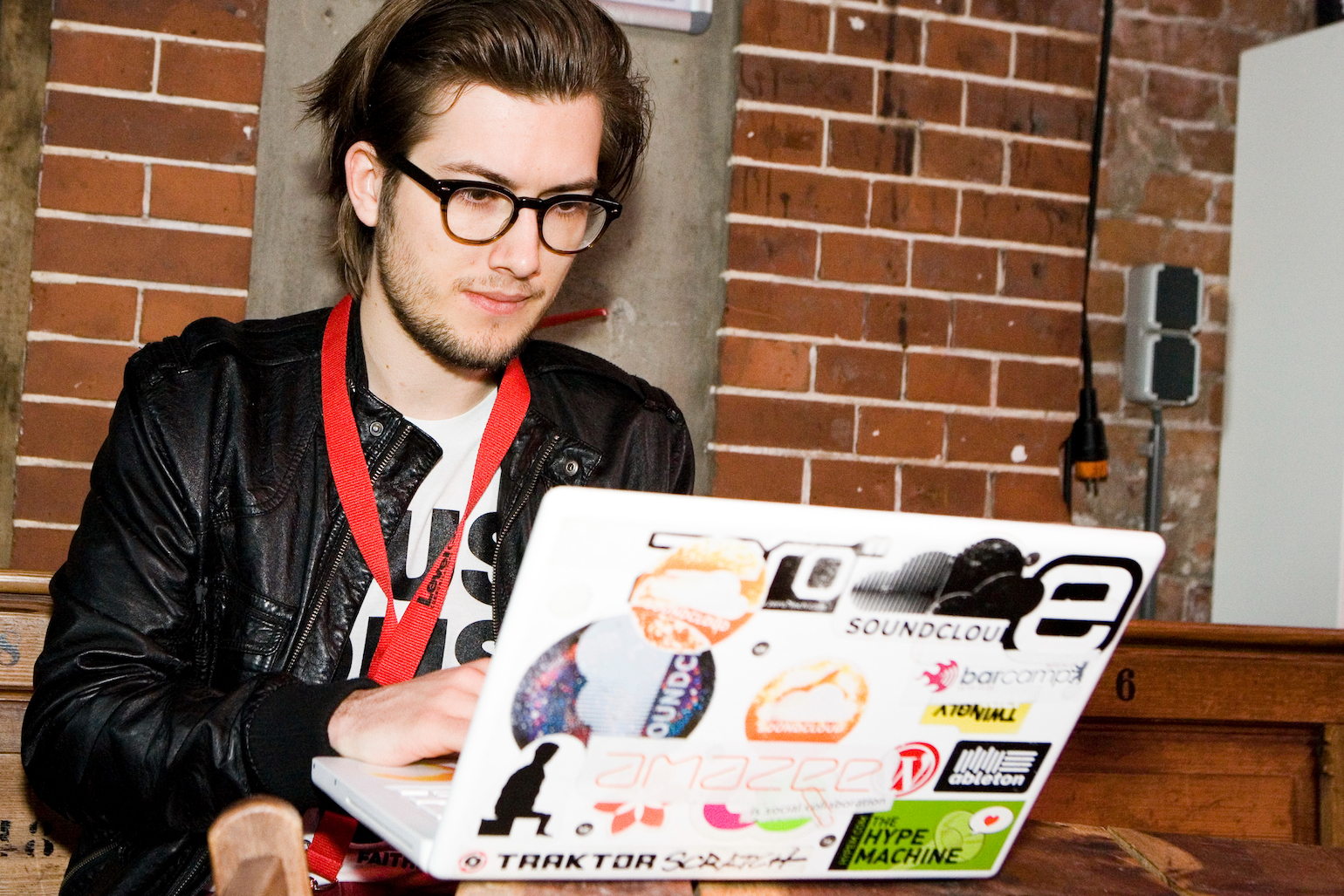
Alexander Ljung (2009)

SoundCloud es una red social para músicos, que representa un canal para la distribución de su música. Algo similar a Start Mi canción o a Songpull, con la diferencia de que aquí la idea es mostrar la música ya terminada, lista para ser escuchada. SoundCloud analiza la canción y su onda sonora, con el objetivo de que cualquiera que la esté escuchando pueda dejar su comentario en un momento determinado del audio.
Fue creada por el productor de sonido Alex Ljung y el artista Eric Wahlforss en agosto de 2007 y tiene su sede en Berlín, Alemania. El capital invertido hasta la fecha es de 12,5 millones de dólares y ya cuenta con más de 200 millones de usuarios.
En marzo de 2014, Twitter anunció que se asociaría con SoundCloud para desarrollar su primera aplicación de música integrada. Sin embargo, el proyecto nunca avanzó porque SoundCloud no pudo acomodar música con licencia debido a la falta de acuerdos necesarios con las empresas de música.
En julio de 2013, SoundCloud tenía 40 millones de usuarios registrados y nuevos usuarios se unían a una tasa de 20 millones por mes. SoundCloud anunció en enero de 2014 que había comenzado negociaciones de licencias con las principales compañías de música para abordar el asunto del material no autorizado y protegido por derechos de autor que aparece regularmente en la plataforma. El anuncio siguió a una ronda de financiación en la que se recaudaron US $ 60 millones, lo que resultó en una valoración de $ 700 millones. Según fuentes de los medios, las negociaciones se iniciaron en un intento de evitar problemas similares que enfrenta Google, que se vio obligado a manejar una gran cantidad de avisos de eliminación en su plataforma de intercambio de videos de YouTube. En mayo de 2015, se informó que Twitter estaba considerando la adquisición de SoundCloud por aproximadamente US $ 2 mil millones. Sin embargo, la perspectiva de adquisición fue descartada por los medios de comunicación, con un informe que indicaba que "los números no cuadraban", y Bobby Owsinski planteó la hipótesis en el sitio web de Forbes en julio que la incapacidad continua de SoundCloud de asegurar acuerdos con los principales sellos musicales fueron los principales culpables.
El 28 de septiembre de 2016, Spotify anunció que estaba en conversaciones para comprar SoundCloud, pero el 8 de diciembre de 2016, se informó que Spotify había abandonado sus planes de adquisición. En la primavera de 2017, SoundCloud inicialmente se enfrentó a la venta después de no recaudar los $ 100 millones de dólares necesarios para soportar la plataforma. La evaluación inicial de Soundcloud en $ 700 millones no fue tan fuerte para los inversores después de su escasez financiera. Temasek y Raine Group recaudaron $ 169.5 millones en el cuarto trimestre del año para mantener la plataforma a flote. Junto con la inversión, hubo un cambio en la administración, principalmente cuando Alexander Ljung dejó la compañía y Mike Weissman se convirtió en el director de Operaciones.

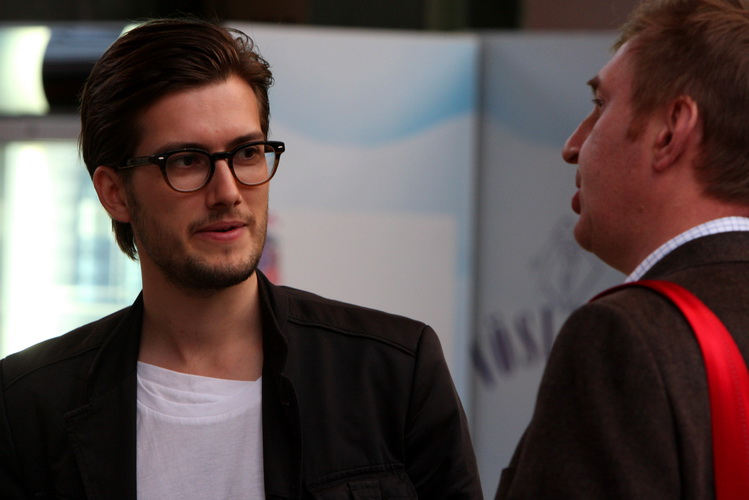
Alexander Ljung en Next10 (2010)

En julio de 2017, SoundCloud anunció que cerraría sus oficinas de San Francisco y Londres y despediría a 173 de los 420 empleados en un esfuerzo por ser rentable, con el resto del personal operando desde oficinas en Berlín y Nueva York. En agosto de 2017, SoundCloud anunció que el CEO Alex Ljung dejará su cargo y el ex CEO de Vimeo, Kerry Trainor, lo reemplazará. En marzo de 2019, SoundCloud informó que llegaba a más de 175 millones de usuarios globales en la plataforma cada mes.
En mayo de 2019, SoundCloud compró la plataforma de distribución de artistas Repost Network.
En enero de 2020, se anunció una inversión de 75 millones de dólares estadounidenses de Sirius XM.

## Características
SoundCloud posee un sencillo reproductor en el que se puede ver la forma de onda del archivo de audio. En él, los usuarios pueden dejar sus comentarios, compartir el archivo y, en algunos casos, descargarlo. Este reproductor se puede insertar en páginas webs o en otras redes sociales de modo que cuando se hace una actualización en SoundCloud aquellos sitios que enlacen el reproductor quedarán actualizados.

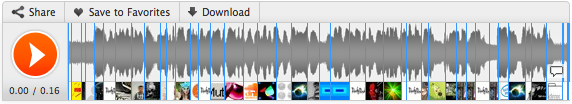
Reproductor SoundCloud antiguo

La forma de distribuir la música en SoundCloud es mediante el empleo de aplicaciones y widgets. Están disponibles para iPhone y para Android; y existen más de 100 aplicaciones con las que puede funcionar. 
También dispone de un Dropbox donde los músicos pueden recibir archivos de audio de sus seguidores.

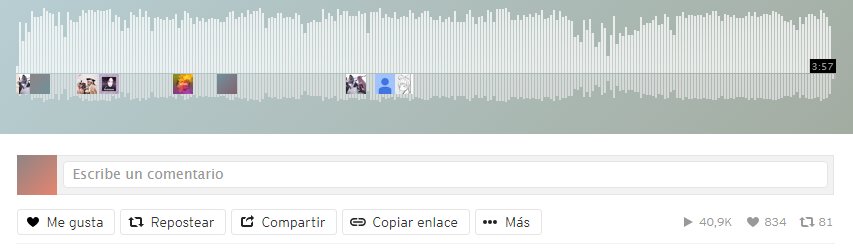
Nuevo reproductor de SoundCloud usado hasta la actualidad.

Aunque desde el 12 de agosto de 2015 no es posible reproducir una pista directamente desde Facebook en dispositivos móviles si no está instalada la app de SoundCloud. Este inconveniente ha sido criticado y reclamado por miembros de la comunidad de SoundCloud hasta que Jonathan (Especialista de Soporte SoundCloud desde el 15 de junio de 2016) declaró el 9 de noviembre de 2016 que "Desafortunadamente, no es posible en la actualidad reproducir una pista de SoundCloud directamente desde Facebook".

## Impacto cultural

### Industria musical
SoundCloud entró por primera vez en la industria de la transmisión de música como una nueva forma para que los artistas compartan y promocionen su música. Dado que la plataforma está completamente en línea, no es necesario un sello discográfico o un distribuidor para escuchar la música. Usuarios y artistas se colocan juntos en la plataforma, creando un espacio centrado en la comunidad. La forma en que los usuarios pueden comentar, dar me gusta y compartir canciones y artistas hace que la plataforma se sienta más como un sitio de redes sociales en lugar de un servicio de transmisión. Muchos artistas se han mudado de Soundcloud a la industria de la música convencional debido a su mayor popularidad desde la plataforma. En 2018, los Grammy comenzaron a reconocer a los artistas y su música en SoundCloud. El cambio de The Recording Academy se debió nuevamente a la popularidad de la plataforma y sus artistas, como Chance the Rapper. Chance the Rapper es un ejemplo de artistas de SoundCloud que rompieron el molde de la industria; lanzó su primer mixtape, 10 Day, en SoundCloud. En una entrevista de Vanity Fair, Chance explicó cómo decidió no firmar con un sello importante y sintió que era mejor para él dar su música "sin ningún límite". Soundcloud ha dado a los artistas un camino alternativo para seguir una carrera en la música que es diferente de la industria musical existente.

#### SoundCloud rap
En SoundCloud se creó el llamado mumble rap o SoundCloud rap, un género del rap. Artistas como XXXTentacion, Ski Mask the Slump God y Lil Pump se originaron en SoundCloud y luego subieron a las listas de Billboard. El sonido creado era diferente de la corriente principal de rap, con un sonido más arenoso y oscuro que resulta de la falta de producción. El rap de SoundCloud es un sonido distorsionado, controlado por melodías, con letras que generalmente se enfocan en la repetición y menos en el contenido. Se sabe que los propios artistas de SoundCloud tienen apariencias exageradas que incluyen tatuajes de cabello y cara de colores brillantes. Estos raperos de SoundCloud varían desde finales de la adolescencia hasta veinteañeros muy jóvenes con un fuerte seguimiento juvenil. Smokepurpp, un artista de SoundCloud, explicó en un artículo de Rolling Stone cómo las primeras canciones que creó y puso en la plataforma no se grabaron con un micrófono real. La naturaleza DIY de SoundCloud hizo que millones de artistas pudieran realizar sus obras sin ningún equipo de estudio de los  que generalmente se necesitan para hacer música. La libertad de subir en la plataforma permite que muchos raperos de SoundCloud publiquen pistas impulsivamente o publiquen muchas pistas a la vez. El sonido imperfecto creado por estos raperos de SoundCloud se ha atribuido a su creciente popularidad y a la creación de un subgénero Rap.

## Bloqueos
El gobierno de Turquía bloqueó el acceso al sitio web de SoundCloud el 24 de enero de 2014. Un usuario llamado "haramzadeler" ("bastardos" en turco) subió un total de siete llamadas telefónicas grabadas en secreto que revelan conversaciones privadas entre el ex primer ministro turco, ahora presidente de Turquía, Recep Tayyip Erdoğan, y otras personas, incluidos: Erdoğan Bayraktar, políticos locales, algunos hombres de negocios y la hija del primer ministro, Sümeyye Erdoğan, y su hijo, Bilal Erdoğan. Vinculado al escándalo de corrupción de 2013 en Turquía, algunas conversaciones sobre las grabaciones revelaron actividad ilegal y posible soborno, principalmente sobre el permiso de construcción de villas ubicadas en sitios de patrimonio cultural protegido en Urla, Esmirna. El partido de oposición Partido Republicano del Pueblo presentó una pregunta parlamentaria a TBMM (la Gran Asamblea Nacional de Turquía) sobre el tema, que preguntó por qué los servicios de SoundCloud estaban prohibidos sin una causa o razón adecuada.